# Dignitatis Humanae Institute
El Dignitatis Humanae Institute (DHI), també conegut com a Institut per a la Dignitat Humana i Istituto Dignitatis Humanae, és una ONG d'inspiració catòlica amb seu a Roma. La seva missió és «protegir i promoure la dignitat humana basada en la veritat antropològica que l'home neix a la imatge i la semblança de Déu». L'objectiu principal del DHI és «promoure aquesta visió d'autèntica dignitat humana, principalment donant suport als cristians en la vida pública, ajudant-los a presentar respostes efectives i coherents als esforços creixents per silenciar la veu cristiana a la societat». El DHI coordina diversos grups de treball parlamentaris sobre la dignitat humana basats en diverses legislatures de tot el món, i també acull la Conferència Internacional sobre la Dignitat Humana, que es va convocar la primera a Roma el 2012 i la segona al Vaticà el 2013.

## Història
Segons el seu fundador, Benjamin Harnwell, la motivació per crear el DHI es va derivar d'un cas celebrat el 2004, quan el polític italià Rocco Buttiglione va ser vetat per la posició del vicepresident i comissari de la Comissió Europea per a la Justícia, la Llibertat i la Seguretat, pel que sembla, per les seves creences catòliques. El 2008, com a resposta, un grup de personalitats cristianes va formar el DHI per supervisar la creació de diversos grups de treball parlamentaris per la dignitat humana a través d'un nombre divers de legislatures.

## Declaració Universal de la Dignitat Humana
La Declaració Universal de la Dignitat Humana va ser publicada el 8 de desembre de 2008 pel Comitè Internacional de Dignitat Humana i té com a objectiu codificar el que significa la dignitat humana:
| «                | L'home es va fer a imatge i semblança de Déu; aquesta imatge i semblança es produeix en cada ésser humà sense excepció des de la concepció fins a la mort natural; i el mitjà més eficaç de salvaguardar aquest reconeixement és a través de la participació activa de la fe cristiana a la plaça pública. | » |
| — Edward Pentin. | |   |

La Declaració Universal és la base dels grups de treball parlamentaris que s'han establert per promoure-la.

## Organització
L'Institut ha operat des de Roma des de 2011, des del trasllat de la seva oficina del Parlament Europeu on havia operat des de la seva fundació el 2008. Des de juliol de 2010, el cardenal Renato Raffaele Martino, expresident del Consell Pontifici per a la Justícia i la Pau, és el seu president honorari.
El febrer de 2013, el cardenal Renato Rafaele Martino va confirmar el nomenament de Luca Volontè com a president de l'Institut. Antic membre del Parlament italià de 1996 fins a 2013, i president del Partit Popular Europeu a l'Assemblea Parlamentària del Consell d'Europa amb seu a Estrasburg, Volonté va succeir a Lord Nicholas Windsor, que va ocupar el càrrec de president fins a l'any 2011, assumint aquest paper de Benjamin Harnwell, fundador del DHI.

## Grups de treball parlamentaris
L'any 2009, el president del Parlament Europeu Hans-Gert Pöttering va presentar oficialment el Grup de Treball sobre la Dignitat Humana del Parlament Europeu i, juntament amb vint-i-cinc altres eurodiputats, van adoptar la Declaració Universal de la Dignitat Humana com a document fundacional del Grup de Treball. En l'actualitat, s'han iniciat altres grups de treball paral·lels dins dels parlaments nacionals de Lituània, Romania i el Regne Unit, tots basats en el mateix document.
L'objectiu d'aquests grups és proporcionar una xarxa de suport als polítics que promoguin els principis de la Declaració Universal de la Dignitat Humana i crear un espai on els polítics puguin treballar junts per defensar les seves creences cristianes. Tal com va explicar l'eurodiputat Gay Mitchell, el coreògraf del Grup de Treball sobre la Dignitat Humana del Parlament Europeu és la creença en la dignitat de la vida humana des de la concepció fins a la mort natural, i és aquesta la convicció que la condueix.

## La Conferència Internacional sobre la Dignitat Humana
Des del 2012, el DHI ha celebrat anualment una conferència internacional anual només per invitació sobre temes relacionats amb la dignitat humana. La primera, que va tenir lloc els dies 29 i 30 de juny de 2012, es va celebrar a les oficines del Parlament Europeu a Roma. El tema de la conferència va ser «El paper dels cristians a la societat» i l'esdeveniment va comptar amb diversos oradors que parlaven sobre temes relacionats amb els cristians a la plaça pública, la dignitat humana, el desenvolupament dels grups de treball parlamentaris i la nova evangelització.
La Segona Conferència Anual sobre la Dignitat Humana es va celebrar a la casa de l'Acadèmia Pontifícia de Ciències Socials, la històrica Casina Pio IV, dins de l'Estat de la Ciutat del Vaticà, del 27 al 29 de juny de 2013. El tema de la conferència va ser «La pressió entre europeus i ordenaments jurídics nacionals: hi ha espai per al cristianisme?», i els legisladors, acadèmics i clergues de tot el món van presentar sobre els temes relacionats amb les constitucions nacionals; polítiques familiars; protecció de la vida i la dignitat humana; i la llibertat de religió, expressió i consciència.
Per tancar la conferència es va celebrar el sopar anual, amb el convidat d'honor el cardenal Raymond Leo Burke, prefecte del Tribunal Suprem de la Signatura Apostòlica, que va pronunciar el discurs principal. Al dirigir-se als assistents de la conferència, Burke va aplaudir el treball del DHI, exclamant que recolzava energèticament «el que el parlamentari britànic Lord Alton de Liverpool va dir sobre l'Institut: és l'organització més important per promoure la dignitat humana en el món actual». Originalment, Lord David Alton va fer aquesta observació en un vídeo a l'EWTN (Eternal Word Television Network, Xarxa de Televisió de la Paraula Eterna) junt amb l'Institut quan va explicar «l'Institut per a la Dignitat Humana és, crec, una de les iniciatives més importants probablement al món actual».

## Controvèrsia
El DHI (que ha estat etiquetat pels seus opositors com una «organització secreta de catòlics laics» i «una influència, si es tracta d'agrupació tímida de publicitat que treballa dins del Parlament Europeu»), es trobava en el punt de mira durant les eleccions presidencials irlandeses del 2011, quan dos dels principals candidats en aquesta carrera (Gay Mitchell i Dana Rosemary Scallon) es van veure vinculats a ella.
El grup té vincles amb algunes de les faccions més conservadores de l'Església catòlica. El 2014, l'Institut va convidar a Steve Bannon com un dels seus ponents del discurs principal en una conferència per discutir la pobresa, durant la qual va elogiar els partits europeus d'extrema dreta.